# Schloss Haiding

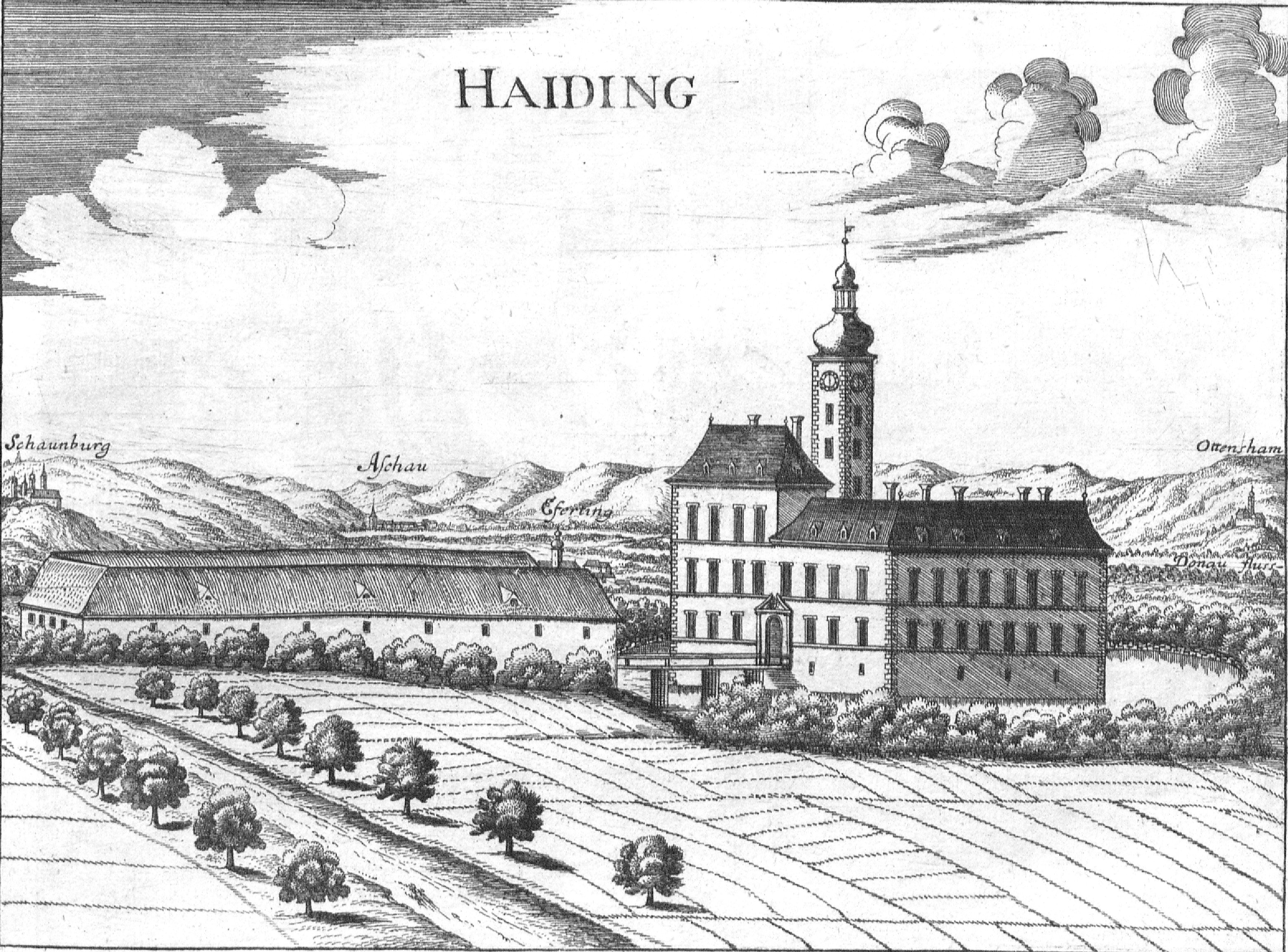
Schloss Haiding nach Georg Matthäus Vischer um 1674

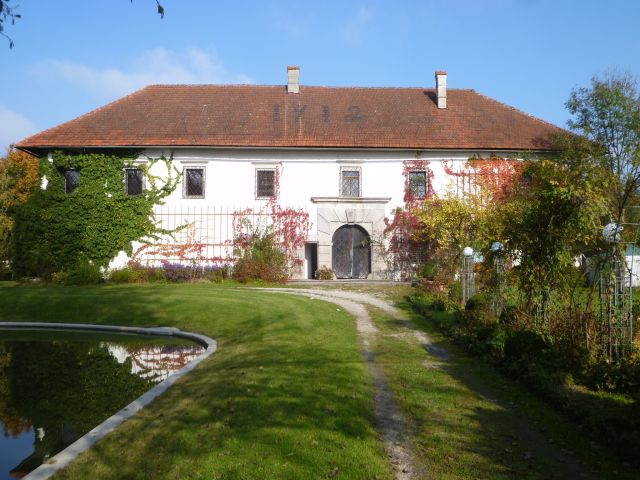
Schloss Haiding Vorderansicht

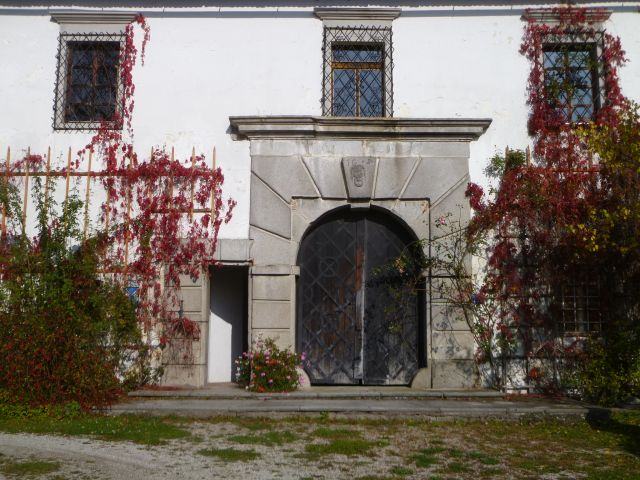
Schloss Haiding Eingangstor von 1604

Das Schloss Haiding ist ein ehemaliges Wasserschloss in der Ortschaft Haiding der Gemeinde Krenglbach im österreichischen Bundesland Oberösterreich. Es wurde erstmals 1340 urkundlich erwähnt.

## Geschichte des Schlosses
Die Ritter von Gelting hatten sich um 1312 in Haiding ansässig gemacht und hier eine wehrhafte Wasserburg errichtet. Die Schaunberger, welche dieses Gebiet für sich beanspruchten, nahmen die Burg ein, brannten sie nieder und erzwangen von den Geltings die Erklärung, dass sie Haiding nie mehr als Burg aufbauen wollten. Nachdem die Schaunberger durch die Habsburger bezwungen waren, erhielt Ulrich Geltinger Haiding 1386 als landesfürstliches Lehen. Nach dem Aussterben dieser Familie erhielt ein Hostorffer – vermutlich als landesfürstlicher Pfleger – das Gut. Unbekannt ist, wie der Besitz an die Rondinelli geraten ist; jedenfalls verkaufte ein Hans Sigmund Rondinelli den Sitz zu Haiding an den Grafen Engelbert Katzianer; noch 1674 war ein Sigmund Ferdinand Katzianer auf dem zu einem Schloss angewachsenen Besitz ansässig. 1727 erscheint das Schloss im Besitz des Grafen Wilhelm Strattmann. Dieser hatte das Schloss aus dem Besitz der Katzianer gekauft und seinem Fideikommiss der Herrschaft Peuerbach zugeschlagen. Bis zur Aufhebung des Fideikommiss im Jahre 1825 gehörte Haiding zu den Strattmann-Batthyanyschen Besitztümern. Nach einer Besitzteilung gelangte Haiding an den Fürsten Philipp Batthyany-Strattmann. 1879 erbte Fürst Wilhelm Alfred Montenuovo, der mit Juliane Batthyany, der Nichte des kinderlos gebliebenen Fürsten, verheiratet war, das Schloss. Drei Jahre später veräußerte der Fürst das unbewohnte Schloss an Hans und Maria Pauler, die es als Bauernhof nutzten. Anfang des 20. Jahrhunderts war das Schloss dem Verfall preisgegeben. Erst 1970 wurde es vom Baumeister und vorletzten Eigentümer Friedrich Achleitner bzw. nunmehr von seinem Sohn renoviert. Das Gebäude steht unter Denkmalschutz.

## Gegenwart
Das Hauptgebäude mit einem prächtigen Steinportal von 1604 ist heute noch erhalten. Der frühere Nordtrakt ist abgebrochen, aber den Ostteil gibt es noch. Von den früher das Wasserschloss umgebenden Teichen ist nur mehr ein Teich vor dem Schlossgebäude erhalten, die anderen Gräben sind großteils zugeschüttet, wobei bestehendes Ried auch heute noch den früheren Verlauf der Wassergräben andeutet. Der nach hinten offene Hof besitzt Reste von Lauben und Arkaden sowie eine offene Altane. Der Südflügel wird von einer Kapelle gebildet, deren Chor mit einem ausgeprägten Halbrund vorspringt. Die noch erhaltenen schmiedeeisernen Fensterkörbe unterstreichen den Schlosscharakter. Das Schloss befindet sich heute in Privatbesitz und kann nicht besichtigt werden.

## Bildergalerie

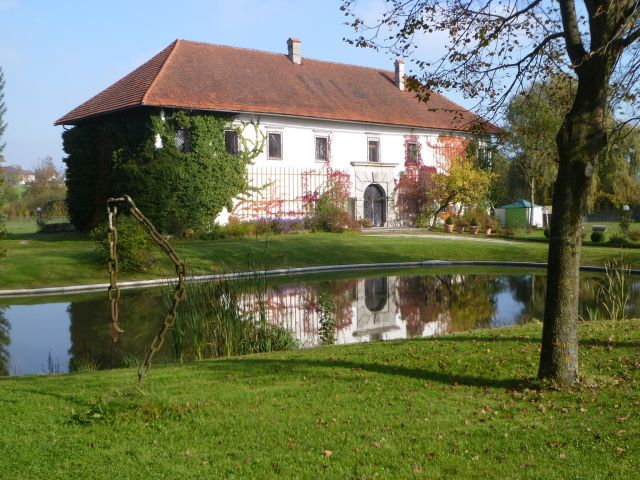
Schloss Haiding – Vorderfront mit Teichanlage
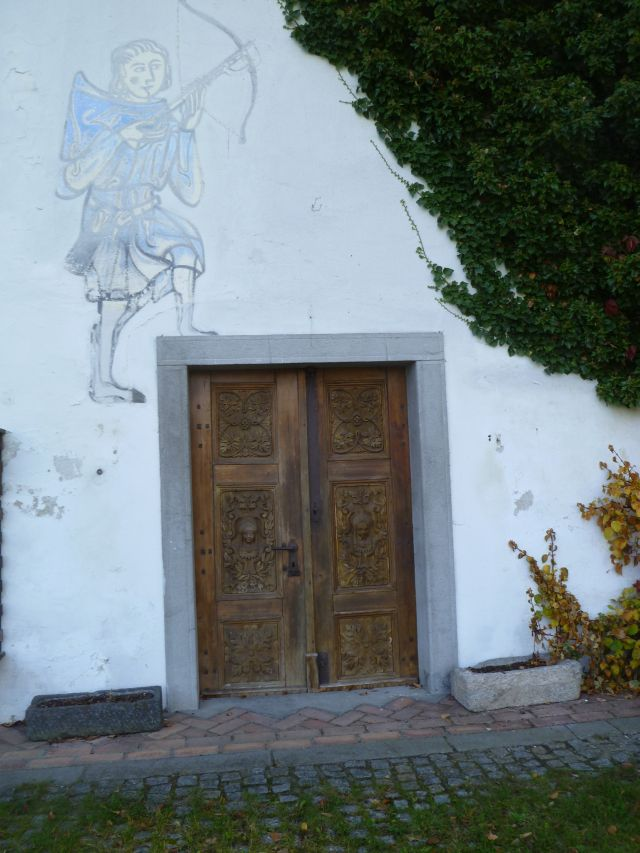
Schloss Haiding – Hinteres Eingangstor mit Bild eines Armbrustschützen
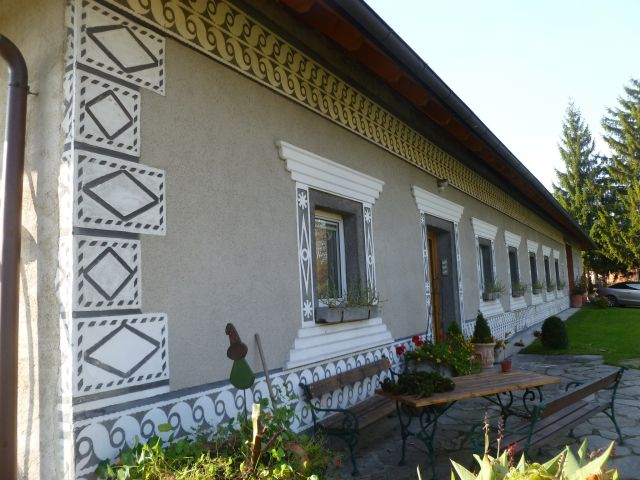
Schloss Haiding – Wirtschafts- und Wohngebäude
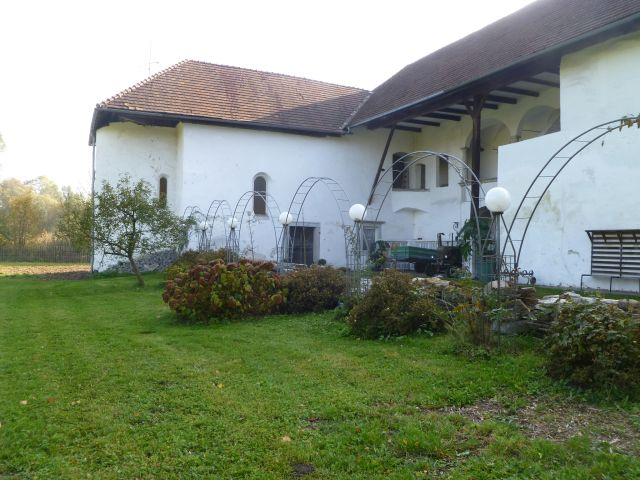
Schloss Haiding mit Kapellentrakt und Altane